# Tivoli Shopping
Tivoli é um shopping center localizado no município de Santa Bárbara d'Oeste, no interior do estado de São Paulo, Brasil. O empreendimento foi inaugurado em novembro de 1998 na zona leste do município e pertence a empresa AD Shopping. Aproximadamente 55% dos clientes do shopping são de Santa Bárbara d´Oeste, 33% de Americana e 12% das cidades da região, como Nova Odessa, Sumaré, Cosmópolis e Limeira.
O centro de compras, lazer e serviços gera cerca de 1,2 mil empregos diretos, tem um fluxo mensal de 20 mil pessoas e gera 600 mil reais por mês. O Tivoli Shopping conta atualmente com 143 lojas, distribuídas em uma área de 100 mil metros quadrados, entre elas dez "âncoras" (C&A, Lojas Americanas, Magazine Luiza, Marisa, Ponto Frio,  e Hospital Unimed), 97 operações "satélites", 33 lojas de fast-food, dois restaurantes e quatro salas de cinema, além de caixas eletrônicos (Banco 24 Horas, Banco do Brasil, Bradesco e Caixa Econômica Federal). O local tem um estacionamento pago com 1 600 vagas.
Em maio de 2015, o empreendimento realizou uma expansão de 23 milhões de reais em investimentos, que aumentou o número de lojas para 190 (um aumento de 33% em relação ao número do ano anterior) e ampliou a área bruta locável do estabelecimento para 23,8 mil metros quadrados, tornando-o um dos 30 maiores shoppings do estado de São Paulo.